# Srpski pokret obnove
Srpski pokret obnove (SPO) je politička stranka u Srbiji, čiji je predsjednik Vuk Drašković.

## Povijest
SPO je osnovan 1990. godine, i tijekom 1990-ih bio je jedna od najjačih i najmasovnijih oporbenih stranaka režimu srpskog predsjednika Slobodana Miloševića. Tokom 1990-ih, bila je organizator prosvjeda protiv Miloševićevog režima. Uz Demokratsku stranku predvodili su prosvjede 9. ožujka 1991., na kojim su, nakon intervencije policije, poginuli jedan mladić i policajac. Drašković je istog dana uhićen. Te noći su po naredbi Miloševića izašli tenkovi JNA na ulice Beograda, zbog opasnosti od obaranja tadašnjeg političkog vrha Srbije. 
1991. su poznati kriminalci Branislav Matić Beli i Đorđe Božović Giška odlučili da budu protiv Miloševića i da se pridruže SPO-u. Onda su odlučili formirati Srpsku gardu izjavljujući da će ona ići da se bori za zaštitu srpskog naroda, što je bila ondašnja retorika srpskih nacionalista. Paravojnu formaciju Srpskog pokreta obnove Srpsku gardu formirali su 4. srpnja 1991. godine. Okupili su neke ljude, pravili su kampove za obuku po Srbiji gdje su se uvježbavali. Nisu uspjeli otići na ratište sve do kraja rujna. Otišli su u Liku gdje su sudjelovali u nekim borbama. Odmah u prvim borbama poginuo im je zapovjednik Đorđe Božović nakon čega se ta jedinica raspala.
Drugi put Drašković je uhićen 1. lipnja 1993. nakon pokušaja zauzimanja skupštine od strane Draškovića i demonstranata. Pušten je pod pritiskom međunarodne zajednice, prije svega Mitteranda, Clintona i Mitzotakisa. 
Krajem 1996. Drašković, Zoran Đinđić i Vesna Pešić organizirali su masovne prosvjede u svim gradovim Srbije, zbog krađe glasova na lokalnim izborima. I studenti su se priključili ovim protestima. 
Na parlamentarnim izborima u Srbiji prosinca 2000. godine, SPO ne uspijeva ući u parlament. Tri godine kasnije, SPO u koaliciji sa strankom Nova Srbija ponovo se vraća na srpsku političku scenu. U travnju 2004. godine, Vuk Drašković izabran je za ministra vanjskih poslova Srbije i Crne Gore. U siječnju 2007. godine, SPO ponovo ne uspijeva ući u parlament.
Pred izvanredne parlamentarne izbore (održane u svibnju 2008. ), SPO je pristupio koaliciji "Za europsku Srbiju - Boris Tadić", koju čine Demokratska stranka, G 17+, i Liga socijaldemokrata Vojvodine.

## Vanjske poveznice
Službena stranica